# Vittorio Colizzi
Vittorio Colizzi (Roma, 7 febbraio 1949) è un virologo italiano.

## Biografia
Professore ordinario di Patologia Generale e Immunologia presso l'Università Tor Vergata di Roma, è ritenuto uno dei ricercatori più eminenti a livello mondiale riguardo HIV e AIDS. Dirige il laboratorio di patologia immunochimica e molecolare al dipartimento di biologia della medesima università.
La sua attività lo ha più volte portato in Africa, dove ha seguito vari programmi di ricerca sull'AIDS collaborando anche con il collega e Premio Nobel per la medicina Luc Montagnier. Per tre anni è stato direttore del Chantal Biya International Reference Centre a Yaoundé in Camerun, uno dei centri di riferimento nel continente per la ricerca su HIV e AIDS.